# Enfermedad de Fox-Fordyce
La enfermedad de Fox-Fordyce, también llamada miliaria apocrina, es un trastorno de la piel de carácter leve que afecta a las glándulas sudoríparas apocrinas, provocando la obstrucción de las mismas. Las causas no están totalmente aclaradas. Fue descrita en 1902 por los médicos George Henry Fox y John Addison Fordyce.

## Descripción
Las glándulas sudoríparas apocrinas están localizadas principalmente en la región de la axila, próximas a la zona anal y genital y alrededor de la areola mamaria. La enfermedad se manifiesta en estas zonas, donde aparecen una serie de pequeñas elevaciones en la piel, llamadas pápulas, las cuales pueden ser blanquecinas o rojizas y producen picor. Es más frecuente en mujeres entre 13 y 35 años, la proporción mujer varón es 9:1, afecta principalmente a la axila y se diagnostica mediante observación de la lesión y biopsia si es necesario. Es un trastorno leve, la molestia más importante consiste en picor que en ocasiones hace difícil conciliar el sueño.